# Absolutely Live (álbum de Rod Stewart)
Absolutely Live é o primeiro álbum gravado ao vivo pelo cantor Rod Stewart, lançado em Outubro de 1982.

## Faixas
1. "The Stripper" – 0:10
2. "Tonight I'm Yours" – 4:10
3. "Sweet Little Rock And Roller" – 4:25
4. "Hot Legs" – 4:52
5. "Tonight's The Night (Gonna Be Alright)" – 4:23
6. "The Great Pretender" – 3:52
7. "Passion" – 5:04
8. "She Won't Dance With Me / Little Queenie" – 4:34
9. "You're In My Heart (The Final Acclaim)" – 4:34
10. "Rock My Plimsoul" – 4:24
11. "Young Turks" – 5:28
12. "Guess I'll Always Love You" – 4:58
13. "Gasoline Alley" – 2:15
14. "Maggie May" – 5:08
15. "Tear It Up" – 3:26
16. "Da Ya Think I'm Sexy?" – 6:04
17. "Sailing" – 4:45
18. "I Don't Want to Talk About It" – 4:34
19. "Stay With Me" – 5:34

| Críticas profissionais                                                      | Críticas profissionais |
| Avaliações da crítica                                                       | Avaliações da crítica  |
| Fonte                                                                       | Avaliação              |
| --------------------------------------------------------------------------- | ---------------------- |
| allmusic                                                                    | [ 2 ]                  |
| Rolling Stone                                                               | [ 3 ]                  |
| Esta tabela precisa de ser acompanhada por texto em prosa. Consulte o guia. |                        |

## Paradas
| Paradas (1982) | Posição |
| -------------- | ------- |
| Billboard 200  | 46      |